# أندي هاملتون
أندي هاملتون (بالإنجليزية: Andy Hamilton) هو كاتب سيناريو وكوميدي ارتجالي وممثل بريطاني، ولد في 28 مايو 1954 بلندن في المملكة المتحدة.

## وصلات خارجية
- أندي هاملتون على موقع IMDb (الإنجليزية)
- أندي هاملتون على موقع ميوزك برينز (الإنجليزية)
- أندي هاملتون على موقع ديسكوغز (الإنجليزية)
- أندي هاملتون على موقع قاعدة بيانات الفيلم (الإنجليزية)